# Ричен
Ричен или Ре́чицы (нем. Rietschen; в.-луж. Rěčicy) — коммуна в Германии, в земле Саксония. Подчиняется административному округу Дрезден. Входит в состав района Гёрлиц. Подчиняется управлению Ричен. Население составляет 2 834 человека (на 31 декабря 2009 года). Занимает площадь 72,75 км².
Коммуна подразделяется на 5 сельских округов:
- Альтлибель (Стары-Любольн)
- Даубиц (Дубц)
- Нойлибель (Новы-Любольн)
- Тайха (Гатк)
- Хаммерштадт (Гаморшч)

В границы коммуны также входят сельские населённые пункты Новы-Гамор, Дельне-Брусы, Верто.
Входит в состав культурно-территориальной автономии «Лужицкая поселенческая область», на территории которой действуют законодательные акты земель Саксонии и Бранденбурга, содействующие сохранению лужицких языков и культуры лужичан. Официальным языком в населённом пункте, помимо немецкого, является лужицкий.